# 高田早苗

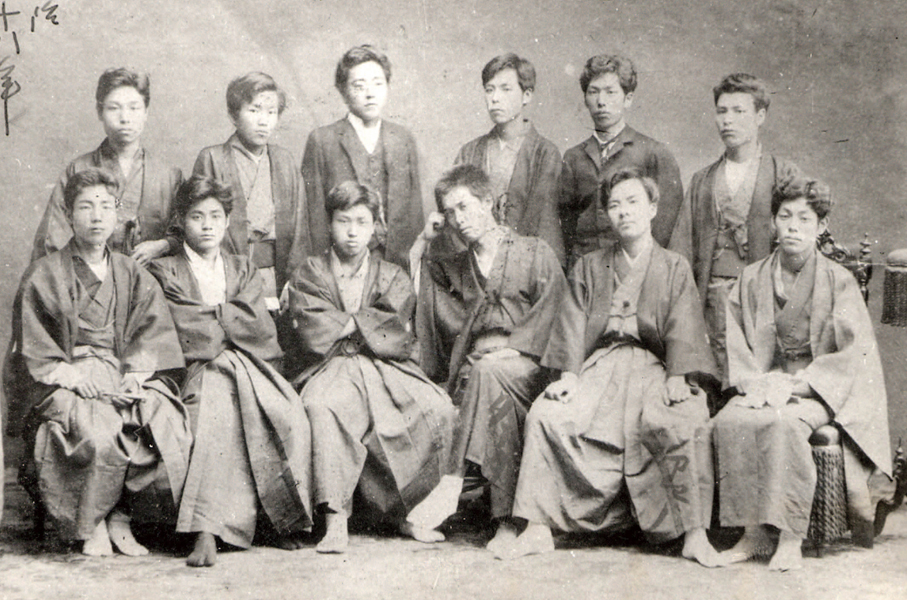
初期東京専門学校の学生と教員（前列右から坪内逍遥、天野為之、高田早苗）

早稲田大学早稲田キャンパスにある高田早苗像、藤井浩佑作、1932年。

高田 早苗（たかた さなえ、1860年4月4日（安政7年3月14日） - 1938年（昭和13年）12月3日）は、明治時代から昭和初期にかけての日本の政治家・政治学者・教育者・文芸批評家。学位は、法学博士。号は半峰。
衆議院議員、貴族院議員、文部大臣、早稲田大学総長などを歴任した。

## 略歴
1860年4月4日（安政7年3月14日）、江戸・深川（現在の東京都江東区）に生まれる。神田の共立学校（現・開成中学校・高等学校）や官立の東京英語学校（のちの一高）などで英語を学び、大学予備門を経て、1882年（明治15年）に東京大学文学部哲学政治学及理財学科を卒業。
文学部の授業では外山正一、中村敬宇、信夫恕軒の授業に感化され、黒川真頼の授業が一番役に立ったという。
法学者の小野梓と知り合い、大隈重信の立憲改進党に加わる。また、大隈と共に東京専門学校（現在の早稲田大学）の設立にも参加し東京専門学校評議員・講師となり、早稲田の運営に力を注いだ。

1887年から1890年末まで読売新聞主筆。1901年、法学博士。
1907年、3月から4月にかけて日清生命保険と日清印刷を創立した。次いで、早稲田大学が社団法人から財団法人に改め、総長・学長制を敷くと、初代学長に就任した（初代総長は大隈重信）。
1923年（大正12年）5月から1931年（昭和6年）6月まで同大総長。1928年、帝国学士院会員。

## 議員活動
教育者として早稲田大学の運営に携わる間に、1890年（明治23年）、第1回衆議院議員総選挙に埼玉二区（現川越市）から立候補し全国最年少で当選、立憲改進党系の政党に参加し、通算6期務めた。主筆退任の時期は第1回帝国議会召集の時期に重なる。1897年第2次松方内閣（大隈と連立した松隈内閣）で外務省通商局長、1898年第1次大隈内閣（隈板内閣）で文部省参事官、高等学務局長、参与官兼専門学務局長となる。
1897年、外務省に入るに際して株主として経営に参画していた読売新聞からの退社を広告した。1903年12月の議会解散以後は政界から暫く離れた。
1915年5月19日貴族院議員に勅選され、また、8月には第2次大隈重信内閣の内閣改造で文部大臣として入閣した。

## 大学運営
早稲田大学の式服や式帽、校旗などを定めることを発案し、職制なども定め、また、早稲田大学教旨の制定を発議した。現在、早稲田大学にある高田早苗記念研究図書館は、高田の早稲田大学への功績をたたえて名づけられた。
1925年（大正14年）3月23日、仮放送を開始したばかりのラジオに出演し、「新旧の弁」と題する講演を行った。これが日本最初の教育放送である。
1931年（昭和6年）6月、病気を理由に早大総長を辞任。翌月10日の臨時維持員会は高田の名誉総長推薦を決議したが、高田はこれを固辞して悠々自適の隠居生活に入った。1938年（昭和13年）12月3日死去。葬儀は大隈講堂で大学葬により行われた。
妻は前島密長女。外妾 中沢あい との間に一子あり。 戒名は明教院顕誉半峰居士。墓所は豊島区駒込の染井霊園。

## 栄典
位階
- 1897年（明治30年）5月31日 - 正五位[14]
- 1938年（昭和13年）2月11日 - 正三位[15][16]

勲章等
- 1915年（大正4年）11月10日 - 大礼記念章[17]
- 1916年（大正5年）7月14日 - 勲一等瑞宝章[18]

外国勲章佩用允許
- 1915年（大正4年）11月9日 - 支那共和国：一等嘉禾章[19]

## 著書

### 単著
- 『貨幣新論』山下保馬、1884年2月。NDLJP:800311。
- 『英国行政法』高田早苗、1884年5月。NDLJP:2385913 NDLJP:2387808。
- 『英国政典』成島国任、1885年2月。NDLJP:782922。
- 『英国外交政略』博聞本社、1886年3月。NDLJP:785524。
- 『租税論』横田書屋、1888年7月。NDLJP:799971。
- 『通俗大日本帝国憲法註釈』梅原忠蔵、1889年4月。NDLJP:789133。
- 『美辞学』 前編、金港堂、1889年5月。NDLJP:865174。
- 『美辞学』 後編、金港堂、1889年6月。NDLJP:865175。
- 『高田早苗氏の政治意見』小久江武三郎、1890年6月。NDLJP:783473。
- 『通信教授政治学』通信講学会、1891年5月。
- 『選挙人諸君に告ぐ』高田早苗、1902年1月。NDLJP:783412。
- 『憲法要義』早稲田大学出版部、1902年9月。NDLJP:788965。
- 阿部長咲 編『教育時言』広文堂書店、1908年9月。NDLJP:808491。
- 『模範国民の養成』公民同盟出版部〈公民同盟叢書 第14〉、1915年12月。NDLJP:933430。
- 『教育論議』進文館〈進文館叢書 第1篇〉、1919年2月。NDLJP:933336。
- 大日本雄弁会 編『高田早苗博士大講演集』大日本雄弁会講談社、1927年8月。NDLJP:1465822。
- 薄田貞敬 編『半峯昔ばなし』早稲田大学出版部、1927年10月。NDLJP:1192045。
  - 『半峯昔ばなし』平岡敏夫監修・解説、日本図書センター〈明治大正文学回想集成 6〉、1983年4月。

### 編著
- 高田早苗編輯 編『東洋遺稿』 上巻、小野英之助、1887年5月。NDLJP:783570。
- 高田早苗編輯 編『東洋遺稿』 下巻、小野英之助、1887年6月。NDLJP:783571。

### 翻訳
- ウッドロウ・ウィルソン 著、高田早苗 訳『政治汎論』東京専門学校出版部〈早稲田叢書〉、1895年10月。NDLJP:783340。
- B.C.スコットオ 著、高田早苗 訳『英国国会史』東京専門学校出版部〈早稲田叢書〉、1897年3月。NDLJP:783820。
  - B.C.スコットオ 著、高田早苗 訳『英国国会史』東京専門学校出版部〈早稲田叢書〉、1897年3月。NDLJP:2386917 NDLJP:2388810。
  - B.C.スコットオ 著、高田早苗 訳『英国国会史』（復刻版）信山社出版〈日本立法資料全集別巻 397〉、2006年5月。
- ポール・ラインシュ 著、高田早苗 訳『帝国主義論』東京専門学校出版部〈早稲田叢書〉、1901年12月。NDLJP:785606 NDLJP:900473。

### 共著
- 高田早苗、大谷木備一郎、福地源一郎『ノルマントン号事件日本大勝利』晩青堂書店、1886年12月。NDLJP:785644。

### 共訳
- アルバート・ヴェン・ダイシー 著、高田早苗・梅若誠太郎 訳『英国国会史』東京専門学校出版部〈早稲田叢書〉、1899年6月。
  - アルバート・ヴェン・ダイシー 著、高田早苗・梅若誠太郎 訳『英国国会史』（復刻版）信山社出版〈日本立法資料全集別巻 396〉、2006年4月。
- ジャスティン・マッカーシー 著、高田早苗・吉田巳之助・石井勇 訳『英国今代史一名女皇之御宇』 上巻、東京専門学校出版部〈早稲田叢書〉、1900年5月。NDLJP:776436。
- ジョン・ウィリアム・バージェス 著、高田早苗・吉田巳之助 訳『政治学及比較憲法論』 上巻、早稲田大学出版部〈早稲田叢書〉、1901年12月。NDLJP:789034。
- ジョン・ウィリアム・バージェス 著、高田早苗・吉田巳之助 訳『政治学及比較憲法論』 下巻、早稲田大学出版部〈早稲田叢書〉、1902年11月。NDLJP:789035。
- ジョン・ウィリアム・バージェス 著、高田早苗・吉田巳之助 訳『比較憲法論』早稲田大学出版部、1908年3月。NDLJP:993844。
  - ジョン・ウィリアム・バージェス 著、高田早苗・吉田巳之助 訳『比較憲法論』（復刻版）信山社出版〈日本立法資料全集別巻 648〉、2010年7月。

### その他
- 寺田豊輔 編『官民必用英和実用対話篇』高田早苗校閲、森本専助、1887年8月。NDLJP:871367。
- 小野梓『国憲汎論』高田早苗訂正増補（訂正増補第5版）、博文堂、1892年5月。NDLJP:789018。
- ハーバート・スペンサー 著、平松熊太郎 訳『国憲汎論』高田早苗校閲、冨山房、1892年5月。NDLJP:783440。

## 関連文献
- 「故従三位勲二等高田早苗位階追陞ノ件」（国立公文書館所蔵 「叙位裁可書・昭和十三年・叙位巻七十四」）
- 大日本雄弁会 『高田早苗博士大講演集』 大日本雄弁会講談社、1927年8月
- 薄田斬雲著 『高田半峰片影』 早稲田大学出版部、1940年10月
- 京口元吉著 『高田早苗伝』 早稲田大学、1962年10月
- 赤松昭 「高田半峰」（昭和女子大学近代文学研究室著 『近代文学研究叢書 第43巻』 昭和女子大学近代文化研究所、1976年7月）
- 早稲田大学大学史編集所編 『早稲田大学百年史』 全8冊、早稲田大学出版部、1978年3月-1997年9月
- 早稲田大学大学史資料センター編 『高田早苗の総合的研究』 早稲田大学大学史資料センター、2002年10月、ISBN 4990136500
- 佐藤能丸 「高田早苗」（伊藤隆、季武嘉也編 『近現代日本人物史料情報辞典』 吉川弘文館、2004年7月、ISBN 4642013415）